# Pothyne multivittata
Pothyne multivittata är en skalbaggsart som beskrevs av Stefan von Breuning 1980. Pothyne multivittata ingår i släktet Pothyne och familjen långhorningar.
Artens utbredningsområde är Filippinerna. Inga underarter finns listade i Catalogue of Life.